# Condado de Massac
O Condado de Massac é um dos 102 condados do Estado americano de Illinois. A sede do condado é Metropolis, e sua maior cidade é Metropolis. O condado possui uma área de 627 km² (dos quais 8 km² estão cobertos por água), uma população de 15 161 habitantes, e uma densidade populacional de 24 hab/km² (segundo o censo nacional de 2000). O condado foi fundado em 8 de fevereiro de 1843.